# 東京オペラシティアートギャラリー
東京オペラシティアートギャラリー（とうきょうオペラシティアートギャラリー）は東京都新宿区初台にある東京オペラシティの中にある、近代美術や現代美術を中心とした美術館である。

## 概要
公益財団法人東京オペラシティ文化財団が運営管理している。1999年に開館した。年約4回ほどのペースで主に現代美術の企画展を開催している。寺田小太郎の寄贈作品を中心とした東京オペラシティコレクションも収蔵、公開している。収蔵作品は難波田龍起、難波田史男、相笠昌義、李禹煥の絵画、版画など。
また、若手作家を紹介する展覧会シリーズ「project N」を企画展と同時に開催している。
美術館の設計は柳澤孝彦。

## 交通アクセス

### 電車
- 京王新線初台駅東口直結

### バス
新宿駅西口よりバス約10分
- 都営バス「西参道 新宿車庫行」（京王百貨店前22番乗り場）

新宿車庫前バス停下車
渋谷駅西口バスターミナルよりバス約20分
- 京王バス中野駅行渋64（11番乗り場）

東京オペラシティバス停下車
- 京王バス「中野駅行」渋63（13番乗り場）
- 京王バス「阿佐ヶ谷駅行」渋66（15番乗り場）
- 京王バス「初台駅行」渋61（12番乗り場）
- 都営バス「阿佐ヶ谷駅行」渋66（15番乗り場）

東京オペラシティ南バス停下車

## 主な関係者
- 片岡真実 - チーフキュレーター(1997年 - 2003年)
- 飯田志保子 - キュレーター（1998～2009年）
- 堀元彰 - チーフキュレーター(2003年 - 2022年)
- 東谷隆司 - キュレーター （2003-2004）
- 天野太郎 - チーフキュレーター(2022年 - )
- 野村しのぶ - キュレーター
- 福島直 - キュレーター
- 瀧上華 - キュレーター